# St. Martin (Klapfenberg)

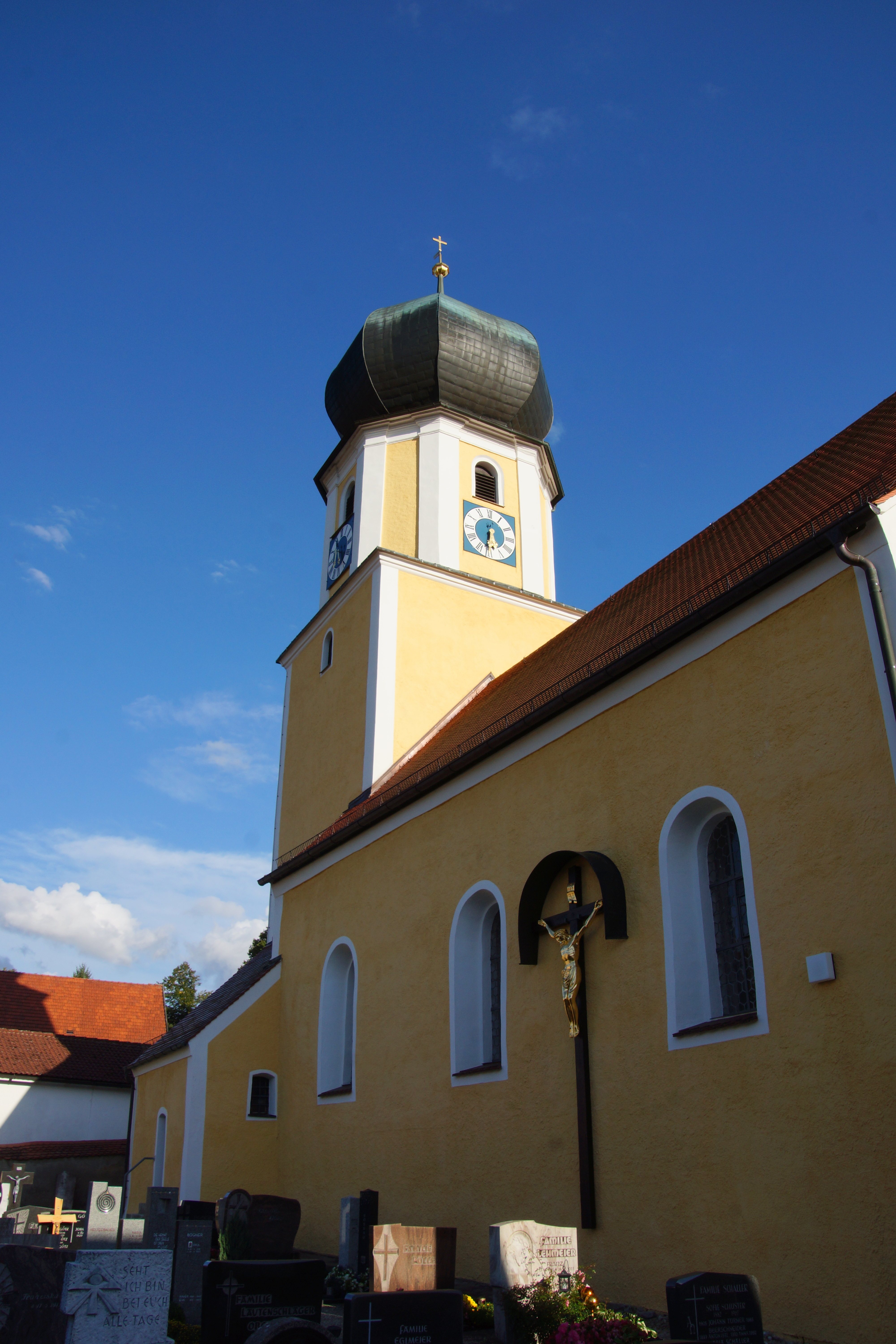
St. Martin (Klapfenberg)

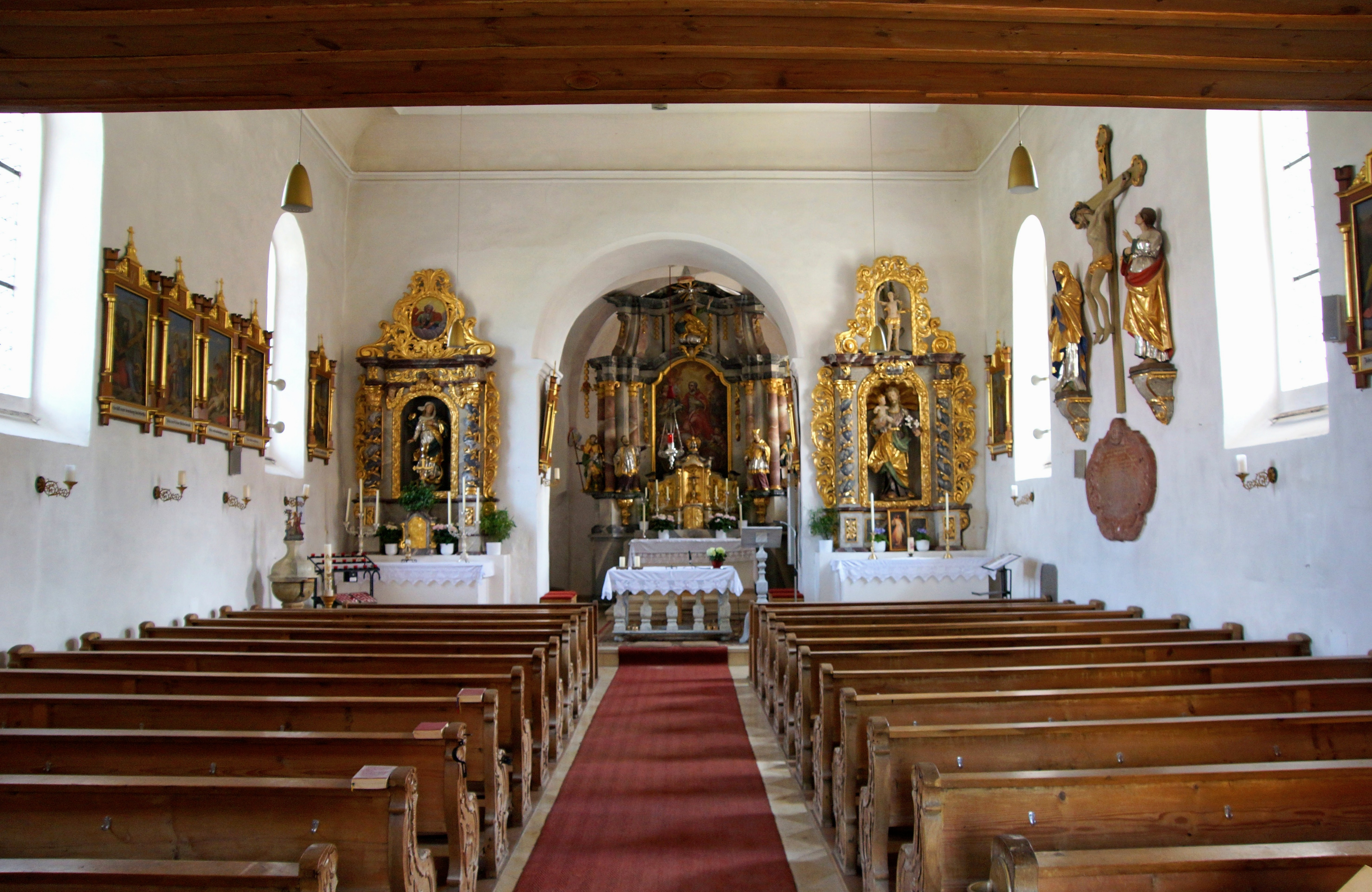
Innenraum (2013)

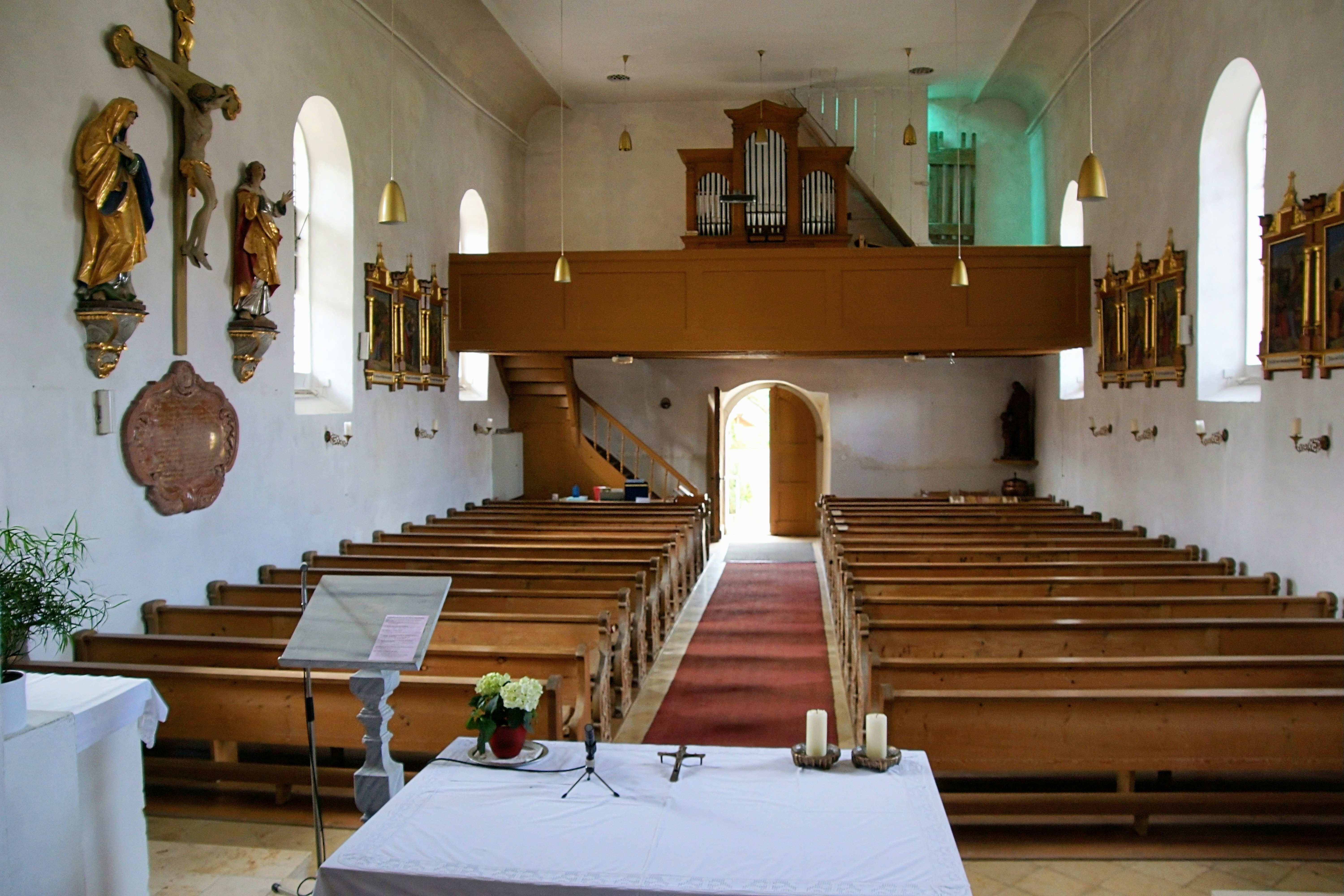
Innenraum, Blick zur Orgel

Die römisch-katholische, denkmalgeschützte Pfarrkirche St. Martin steht in Klapfenberg, einem Gemeindeteil der Stadt Parsberg im Landkreis Neumarkt in der Oberpfalz. Die Pfarrei gehört zum Dekanat Habsberg im Bistum Eichstätt. Das Bauwerk ist unter der Denkmalnummer D-3-73-151-35 als Baudenkmal in die Bayerische Denkmalliste eingetragen.

## Beschreibung
Die in der Mitte des 14. Jahrhunderts gebaute Saalkirche wurde im 17. Jahrhundert verändert. Sie besteht aus einem Langhaus, das 1883 nach Westen verlängert wurde, und einem Chorturm, der 1731 mit einem achteckigen Geschoss mit Pilastern an den Ecken, das die Turmuhr und den Glockenstuhl mit vier Kirchenglocken beherbergt, aufgestockt, und mit einer Zwiebelhaube bedeckt wurde. 
Der Innenraum des Langhauses ist mit einer Flachdecke überspannt, der des Chors, d. h. das Erdgeschoss des Chorturms, mit einem Kreuzrippengewölbe auf Konsolen. Der Hochaltar wurde um 1730 gebaut. Sein Altarretabel wird von den Statuen des heiligen Franz Xaver, des Johannes Nepomuk, des heiligen Rochus und des heiligen Wendelin flankiert. An der Südwand befindet sich eine Kreuzigungsgruppe aus dem 18. Jahrhundert. Die einmanualige Orgel auf der Empore wurde von Joseph Bittner gebaut.